# Hartmut Bäumer

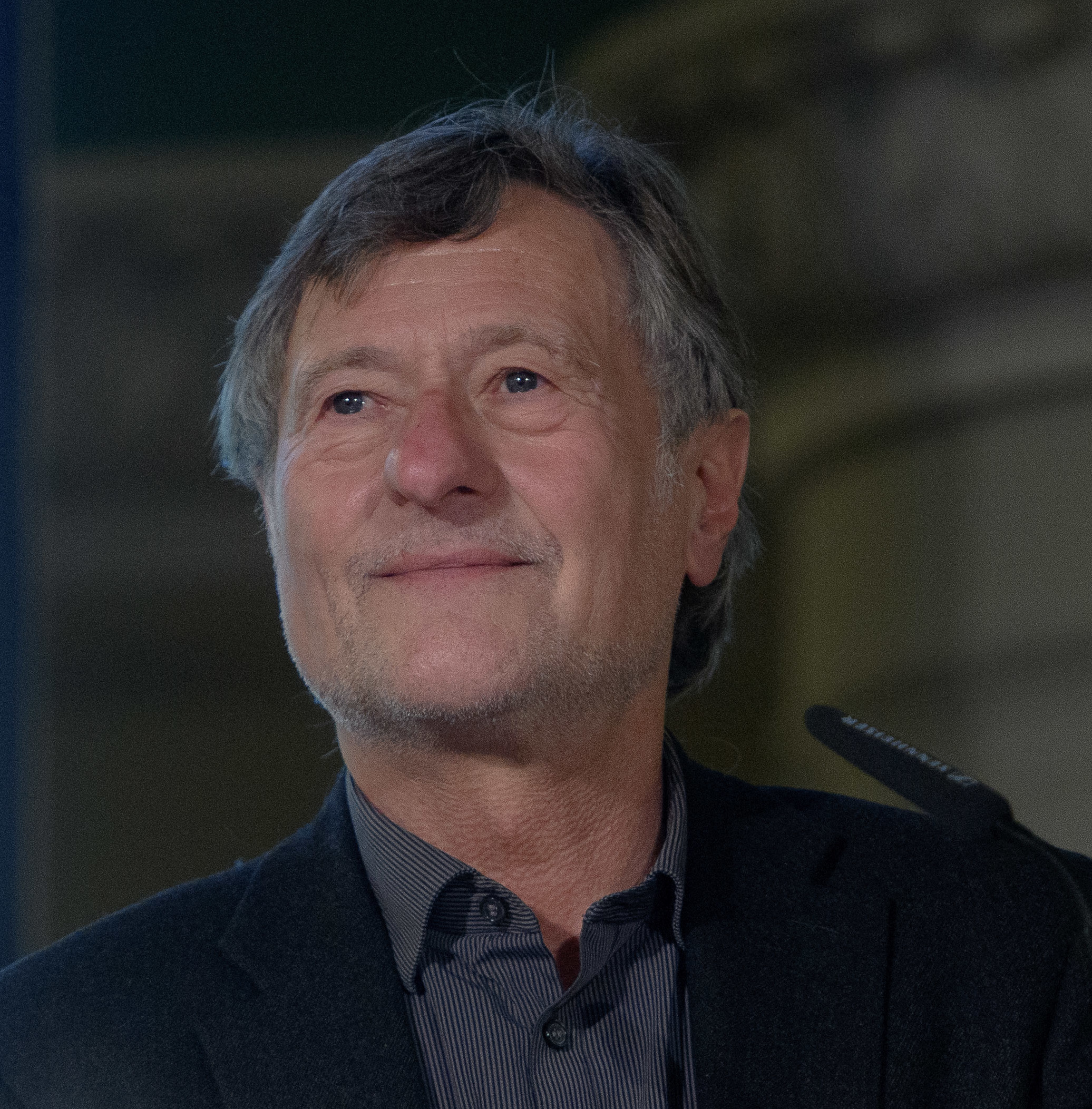
Hartmut Bäumer, 2017

Hartmut Bäumer (* 10. Mai 1948 in Siegen) ist ein deutscher Jurist und Politiker (Bündnis 90/Die Grünen). Von 1986 bis 1990 war er Mitglied des  Bayerischen Landtages. Von 1999  bis 2000 war er Landesvorstandssprecher von Bündnis 90/Die Grünen Hessen.

## Leben
Bäumer besuchte die evangelische Volksschule in Freudenberg und das staatliche Gymnasium in Betzdorf an der Sieg. 1967 zog er nach Wyk auf Föhr, wo er am staatlichen neusprachlichen Gymnasium das Abitur machte. Nach Ableistung des Wehrdienstes – später verweigerte er den Kriegsdienst – studierte er Rechtswissenschaften in Tübingen und Frankfurt am Main. Dort legte er 1974 das Erste Juristische Staatsexamen und 1977 in Wiesbaden das Zweite Juristische Staatsexamen ab. Daraufhin war er Stipendiat an der École nationale d’administration in Paris und in der Präfektur von Marseille.
Bäumer war etwa ein Jahr lang als Rechtsanwalt in Frankfurt am Main tätig, ehe er am 2. April 1979 durch den hessischen Sozialminister zum Richter am Arbeitsgericht in Offenbach ernannt wurde. Bald nach der Ernennung zum Richter auf Lebenszeit 1981 ließ er sich für einen Erziehungsurlaub freistellen und zog nach München.
Von 1986 bis 1990 war Bäumer einer der ersten grünen Landtagsabgeordneten in Bayern. Von 1990 bis 1993 war er Mitglied des Bayerischen Verfassungsgerichtshofs. Von 1991 bis 1999 war er Regierungspräsident in Gießen und engagierte sich besonders für eine Verwaltungsreform. Anschließend war er als Mitgründer und geschäftsführender Gesellschafter der Beratungsagentur „Bridges“ in Berlin tätig. 2001 wurde er in die Regierungskommission „Zukunft des öffentlichen Dienstes, öffentlicher Dienst der Zukunft“ in Nordrhein-Westfalen berufen, 2005 in die Enquetekommission „Eine Zukunft für Berlin“ des Berliner Abgeordnetenhauses; von 2009 bis 2011 war er Mitglied der überparteilichen Facharbeitsgruppe Kommunaler Finanzausgleich in Hessen.
Nach der Bildung der grün-roten Landesregierung in Baden-Württemberg wurde er 2011 als Ministerialdirektor Amtschef des Ministeriums für Verkehr und Infrastruktur. 2014 trat er in den Ruhestand. Ihm folgte Uwe Lahl nach.
Bäumer war Mitglied im Aufsichtsrat der Heinrich-Böll-Stiftung und von 2016 bis 2019 stellvertretender Vorsitzender von Transparency International Deutschland. Am 15. Juni 2019 wurde er dort zum Vorsitzenden gewählt. Dieses Amt hatte er bis 2022 inne.